# 趙少康
趙少康（ちょう しょうこう、1950年〈民国39年〉5月6日 - ）は、中華民国（台湾）基隆市出身の政治家。祖籍は河南省渉県。

## 来歴
中国国民党の少壮派と称され、馬英九らと共に改革グループを形成し、李煥、郝柏村ら保守勢力などと同じく立法院内での影響力を有し、議会内で民進党議員と乱闘を行なうグループに属していた。1993年（民国82年）8月10日、王建煊、郁慕明らと共に国民党を離党し、新党を結成した。
趙少康は各選挙で強力な個性を発揮し党勢力を拡大、自身も1992年（民国81年）の立法委員選挙に台北県区から立候補、結果24万票の台湾最高得票数を獲得し、現在小選挙区制が導入された台湾では今後破られることのない金字塔的数字となっている。1994年（民国83年）に台北市長選挙で陳水扁に敗れた後は政治の表舞台に登場することは次第に少なくなり、同年に国民党から除籍されている。
現在はメディア方面で活動し、飛碟電台董事長として、テレビやラジオで政治評論番組の司会者として強烈に陳水扁政権を批判していた。このほかに衛視中文台「新聞駭客」、「超級新聞駭客」（2005年（民国94年）11月放送開始、駭客はハッカーの中国語）、東森新聞台「土曜"不"談政治」（2006年（民国95年）4月放送開始）など多くの番組に出演している。
2021年に国民党に復党。2024年中華民国総統選挙では、当初台湾民衆党との共闘（藍白合作）を模索していたが、破談となったため国民党の副総統候補に選ばれている。そのため、一部の国民党候補が製作したポスターに描かれた侯友宜と柯文哲が並んだ写真が、急遽趙少康の絵を柯文哲の写真に上書きするというハプニングが起きた。

## 主張
交渉を通じた中国との統一を主張している。

## 学歴
- 国立台湾大学農業機械工学科　学士
- アメリカクレモゾン大学機械工学研究所 修士

## 著作
- 『与你同行』、1987年
- 『上班放軽鬆』、1995年、ISBN 9789578081741
- 『趙少康談霊活職場』、2000年、ISBN 9789574670338
- 『我"愛"陳水扁』（「愛」は上下反転）、2006年、ISBN 9789868243132
- 『我笑陳水扁』、2006年、ISBN 9789868243149